# Institutiones

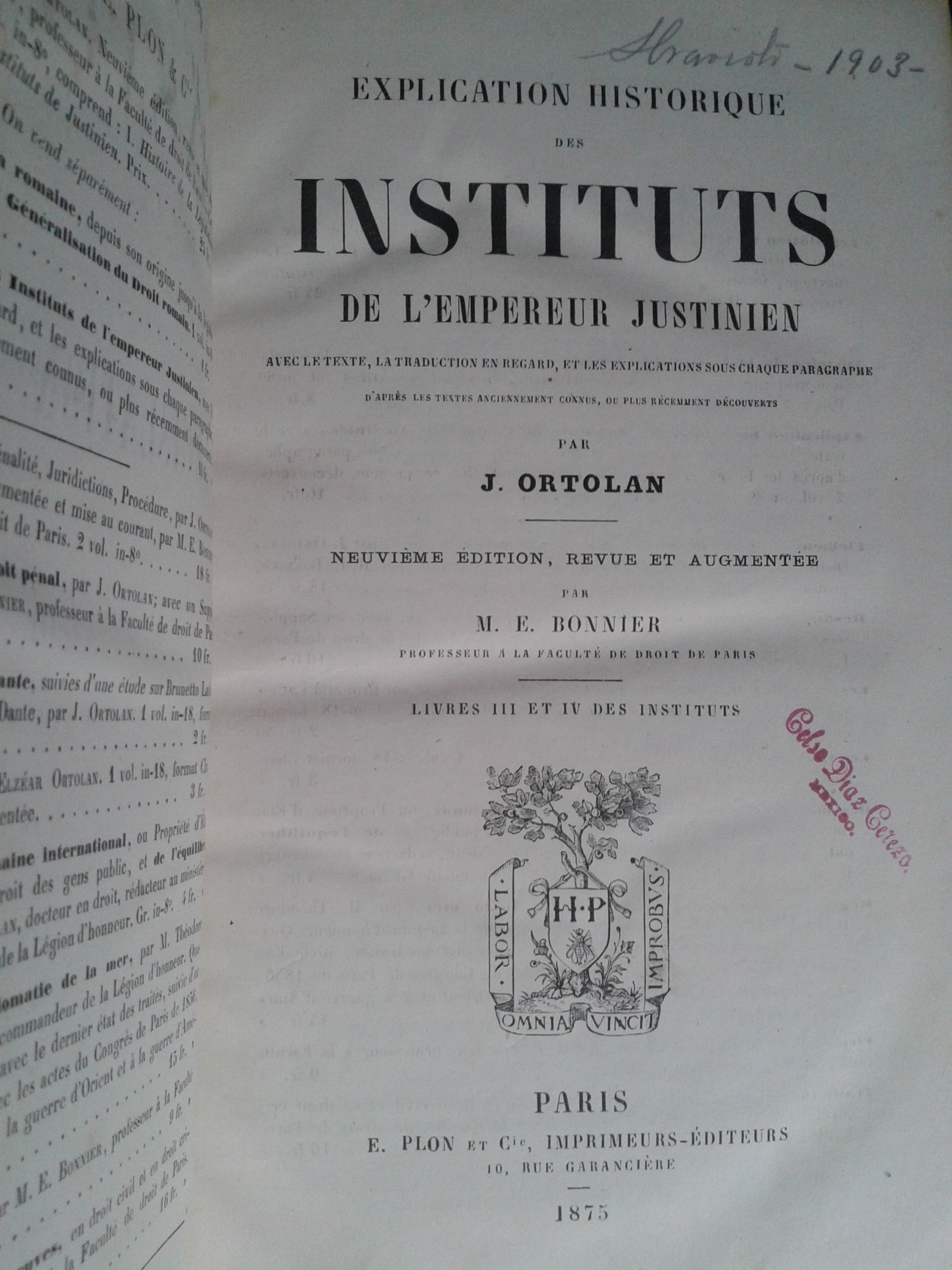
Las instituciones en una edición histórica del abogado y escritor francés Joseph Louis Elzéar Ortolan.

Las Institutiones o Instituta  ('Instituciones' > del latín instituere: enseñar, iniciar, ordenar) son un conjunto de libros o manuales destinado a la enseñanza introductoria del Derecho romano. Aunque varios autores de la Antigua Roma escribieron "instituta", hay dos versiones principales: las Instituta originales, escritas por el jurista Gayo en el siglo II (Gai Institutiones o Gaii Institutiones), y la obra de los profesores de Derecho Teófilo y Doroteo (supervisados por Triboniano), que forma parte del Corpus iuris civilis ('Cuerpo de Derecho civil') mandado a recopilar por el emperador bizantino Justiniano I entre los años 529 y 534 (Institutiones Iustiniani o Institutiones Justiniani ). Se han editado bajo ambos nombres (Gaii et Justiniani institutiones juris romani ). También hay Institutiones de Ulpiano, de Marciano, Modestino y Paulo.

## Historia
Las Institutiones del Corpus iuris civilis se basan principalmente en el anterior trabajo de Gayo, del siglo II, que tiene la misma disposición de las materias. Incluso existen algunos pasajes idénticos. También usaron como fuente otro libro de Gayo, Res Cottidianae, además de pasajes de "instituta" de otros autores romanos como Florentino, Ulpiano, Marciano y Paulo.
Las precursoras Institutiones de Gayo fueron redescubiertas por el mundo moderno en 1816, mientras que las bizantinas del siglo VI fueron objeto de estudio —o, al menos, fueron conocidas— de manera casi ininterrumpida desde su publicación, que estuvo revestida del total patrocinio oficial por parte del emperador.
Por lo mismo, las Institutiones justinianas se volvieron parte indispensable de la enseñanza medieval del Derecho romano, sobre todo a partir de su uso en el siglo XI en la Universidad de Bolonia, como parte integrante del Corpus iuris civilis.
Debido a esto se terminó por costumbre llamando Instituta, en singular, a la cátedra universitaria de introducción a los primeros rudimentos del Derecho, basada en el estudio del mismo manual.
Hay que aclarar Instituta o Institutiones en tiempos clásicos, sobre todo en el mismo siglo II de Gayo, parece haberse referido a una materia o género de obras, más que a un texto en particular. Una costumbre que tiene precedentes a las Institutiones oratiorae de Quintiliano, del siglo I, que introducía al lector en la Retórica.
Existió toda una serie de manuales de iniciación en el Derecho llamados con este nombre, entre ellos:
- Instituta de Florentino (12 libros)
- Instituta de Calístrato (3 libros)
- Instituta de Paulo (jurista) (2 libros)
- Instituta de Ulpiano (2 libros)
- Instituta de Marciano (jurista) (16 libros).

## Los libros
Las Institutas de Justiniano, a imitación de las de Gayo se dividen de la siguiente manera:
- Libro I: nociones generales sobre justicia, derecho y sobre gentes.
- Libro II: sobre las cosas, maneras de adquirirlas, testamentos, legados y fideicomisos.
- Libro III: herencias, abintestato y sucesiones universales, y de las obligaciones que surgen contratos o cuasi contrato.
- Libro IV : obligaciones generadas en el delito, cuasidelito y las acciones en general.

Las Institutas tuvieron el doble carácter de manual y de ley, al ser promulgadas por el emperador.